# اسپکتیتر
اسپکتیتر (انگلیسی: The Spectator) یک مجله خبری هفتگی بریتانیایی دربارهٔ سیاست، فرهنگ و امور جاری است. این مجله اولین بار در ژوئیه ۱۸۲۸ منتشر شد، و آن را به قدیمی‌ترین مجله هفتگی بازمانده در جهان تبدیل کرد.